# (5078) Solovjev-Sedoj
(5078) Solovjev-Sedoj (1974 SW) – planetoida z pasa głównego asteroid okrążająca Słońce w ciągu 4 lat i 131 dni w średniej odległości 2,67 j.a. Została odkryta 19 września 1974 roku w Krymskim Obserwatorium Astrofizycznym w Naucznym na Półwyspie Krymskim przez Ludmiłę Czernych.